# Pseudoplumaria marocana
Pseudoplumaria marocana is een hydroïdpoliep uit de familie Plumulariidae. De poliep komt uit het geslacht Pseudoplumaria. Pseudoplumaria marocana werd in 1930 voor het eerst wetenschappelijk beschreven door Billard. 